# Рик Йосип Львович

Йосип Рик

Йо́сип Льво́вич Рик (* 19 червня (1 липня) 1897, Харків — † 23 листопада 1958, Харків) — український скульптор.

## Біографічні дані
Навчався у художніх училищах у Мюнхені (1912—1914) та Харкові (1915—1918).
Працював у галузі станкової скульптури. Учасник республіканських і всесоюзних виставок від 1935.
Член Харківської організації Спілки художників України від 1938.
Викладав у Харківському училищі прикладного мистецтва. Серед учнів — син Яків Рик, який теж став скульптором.

## Твори
- «Боян» (1939).
- «Повернусь з перемогою!» (1942).
- «Рибалки» (1957).